# Monthaut
Monthaut  est une commune française, située dans l'ouest du département de l'Aude en région Occitanie.
Sur le plan historique et culturel, la commune fait partie du Razès, un pays historiquement très étendu, qui ne se résume aujourd'hui qu'aux collines de la Malepère et au bas Razès au centre et au sud, limité par le pays de Sault. Exposée à un climat océanique altéré, elle est drainée par le Sou, le ruisseau de Brugairolles et par un autre cours d'eau.
Monthaut est une commune rurale qui compte 37 habitants en 2022, après avoir connu un pic de population de 199 habitants en 1841. Elle fait partie de l'aire d'attraction de Limoux. Ses habitants sont appelés les Monthautiens ou  Monthautiennes.

## Géographie

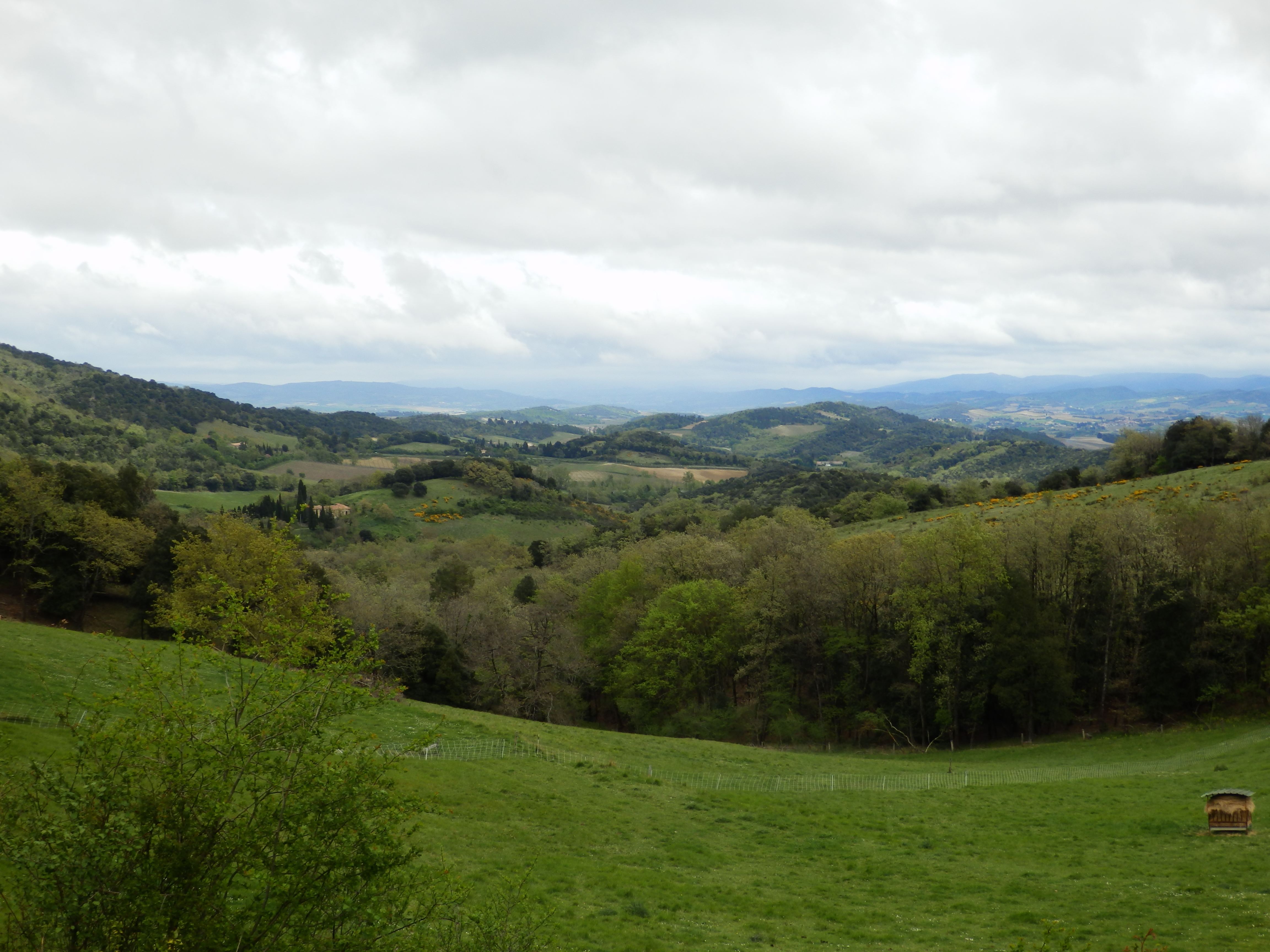
Paysage sur la commune de Monthaut.

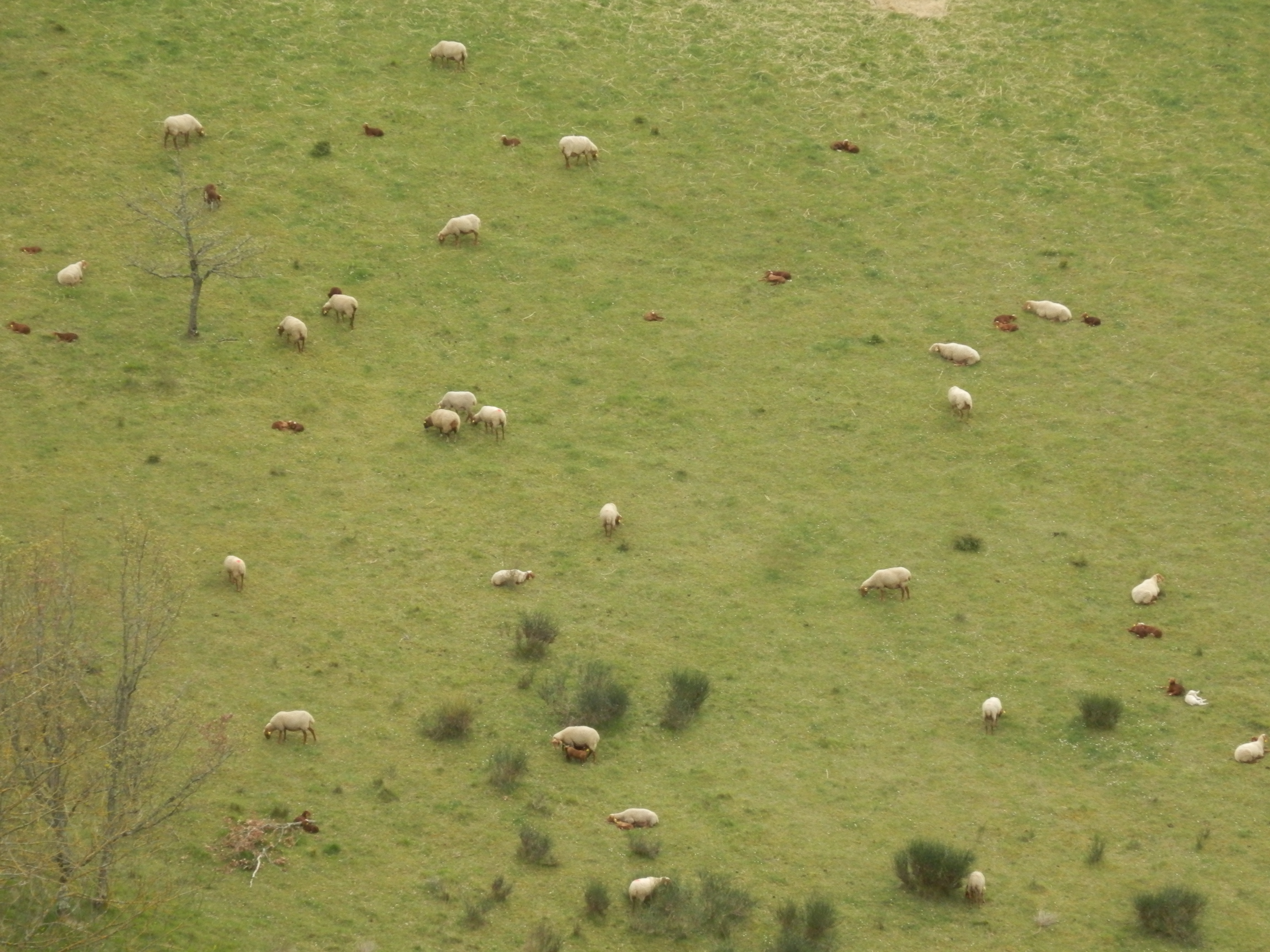
Moutons à Monthaut.

### Communes limitrophes
Les communes limitrophes sont  Alaigne, Bellegarde-du-Razès, Escueillens-et-Saint-Just-de-Bélengard, Peyrefitte-du-Razès, Pomy et Villelongue-d'Aude.
|                                        | Bellegarde-du-Razès | Alaigne            |
| Escueillens-et-Saint-Just-de-Bélengard | Monthaut            | Villelongue-d'Aude |
| Peyrefitte-du-Razès                    | Pomy                |                    |

### Hydrographie
La commune est dans la région hydrographique « Côtiers méditerranéens », au sein du bassin hydrographique Rhône-Méditerranée-Corse. Elle est drainée par le Sou et le ruisseau de Brugairolles et par un petit cours d'eau, qui constituent un réseau hydrographique de 3 km de longueur totale,.
Le Sou, d'une longueur totale de 29,5 km, qui prend sa source sur la commune de Lignairolles, et se jette dans l'Aude en rive gauche à l'amont de Cépie dans le département de l'Aude, c'est-à-dire entre Limoux et Carcassonne.
Le ruisseau de Brugairolles, d'une longueur totale de 10,3 km, prend sa source dans la commune et s'écoule du sud-ouest vers le nord-est. Il traverse la commune et se jette dans le Sou à Brugairolles, après avoir traversé 4 communes.

### Climat
Pour des articles plus généraux, voir Climat de l'Occitanie et Climat de l'Aude.
En 2010, le climat de la commune est de type climat océanique altéré, selon une étude s'appuyant sur une série de données couvrant la période 1971-2000. En 2020, Météo-France publie une typologie des climats de la France métropolitaine dans laquelle la commune est dans une zone de transition entre le climat océanique altéré et le climat de montagne ou de marges de montagne et est dans la région climatique Pyrénées orientales, caractérisée par une faible pluviométrie, un très bon ensoleillement (2 600 h/an), un air sec, particulièrement en hiver et peu de brouillards.
Pour la période 1971-2000, la température annuelle moyenne est de 12,1 °C, avec une amplitude thermique annuelle de 15,5 °C. Le cumul annuel moyen de précipitations est de 945 mm, avec 10,9 jours de précipitations en janvier et 6,1 jours en juillet. Pour la période 1991-2020, la température moyenne annuelle observée sur la station météorologique la plus proche, située sur la commune d'Alaigne à 4 km à vol d'oiseau, est de 14,0 °C et le cumul annuel moyen de précipitations est de 673,6 mm,. Pour l'avenir, les paramètres climatiques de la commune estimés pour 2050 selon différents scénarios d'émission de gaz à effet de serre sont consultables sur un site dédié publié par Météo-France en novembre 2022.

### Milieux naturels et biodiversité
Aucun espace naturel présentant un intérêt patrimonial n'est recensé sur la commune dans l'inventaire national du patrimoine naturel,,.

## Urbanisme

### Typologie
Au 1er janvier 2024, Monthaut est catégorisée commune rurale à habitat très dispersé, selon la nouvelle grille communale de densité à 7 niveaux définie par l'Insee en 2022.
Elle est située hors unité urbaine. Par ailleurs la commune fait partie de l'aire d'attraction de Limoux, dont elle est une commune de la couronne,. Cette aire, qui regroupe 39 communes, est catégorisée dans les aires de moins de 50 000 habitants,.

### Occupation des sols
L'occupation des sols de la commune, telle qu'elle ressort de la base de données européenne d’occupation biophysique des sols Corine Land Cover (CLC), est marquée par l'importance des territoires agricoles (67,1 % en 2018), une proportion identique à celle de 1990 (67,1 %). La répartition détaillée en 2018 est la suivante : 
prairies (56,2 %), forêts (32,9 %), zones agricoles hétérogènes (10,8 %). L'évolution de l’occupation des sols de la commune et de ses infrastructures peut être observée sur les différentes représentations cartographiques du territoire : la carte de Cassini (XVIIIe siècle), la carte d'état-major (1820-1866) et les cartes ou photos aériennes de l'IGN pour la période actuelle (1950 à aujourd'hui).

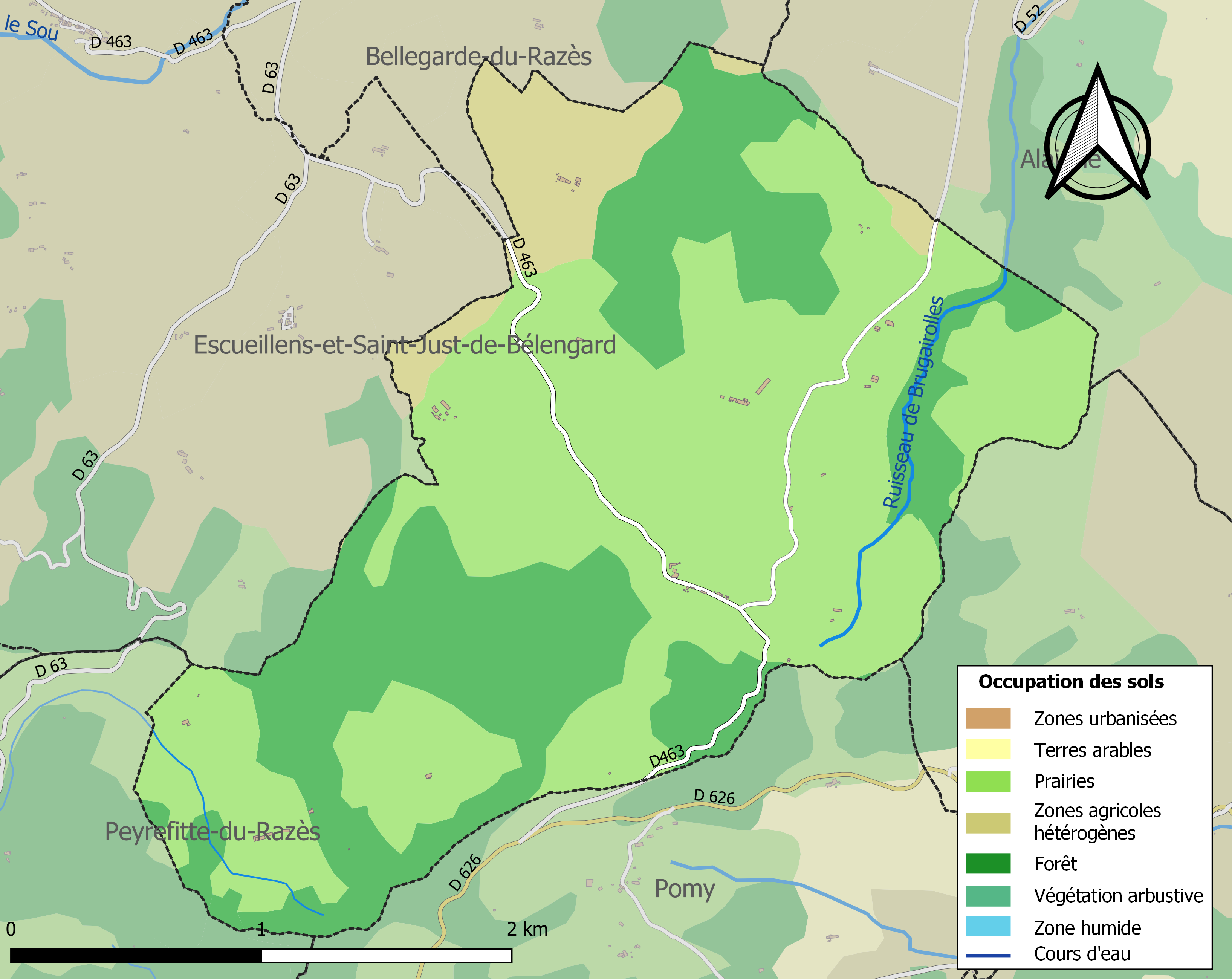
Carte des infrastructures et de l'occupation des sols de la commune en 2018 (CLC).

### Risques majeurs
Le territoire de la commune de Monthaut est vulnérable à différents aléas naturels : météorologiques (tempête, orage, neige, grand froid, canicule ou sécheresse) et séisme (sismicité faible). Un site publié par le BRGM permet d'évaluer simplement et rapidement les risques d'un bien localisé soit par son adresse soit par le numéro de sa parcelle.

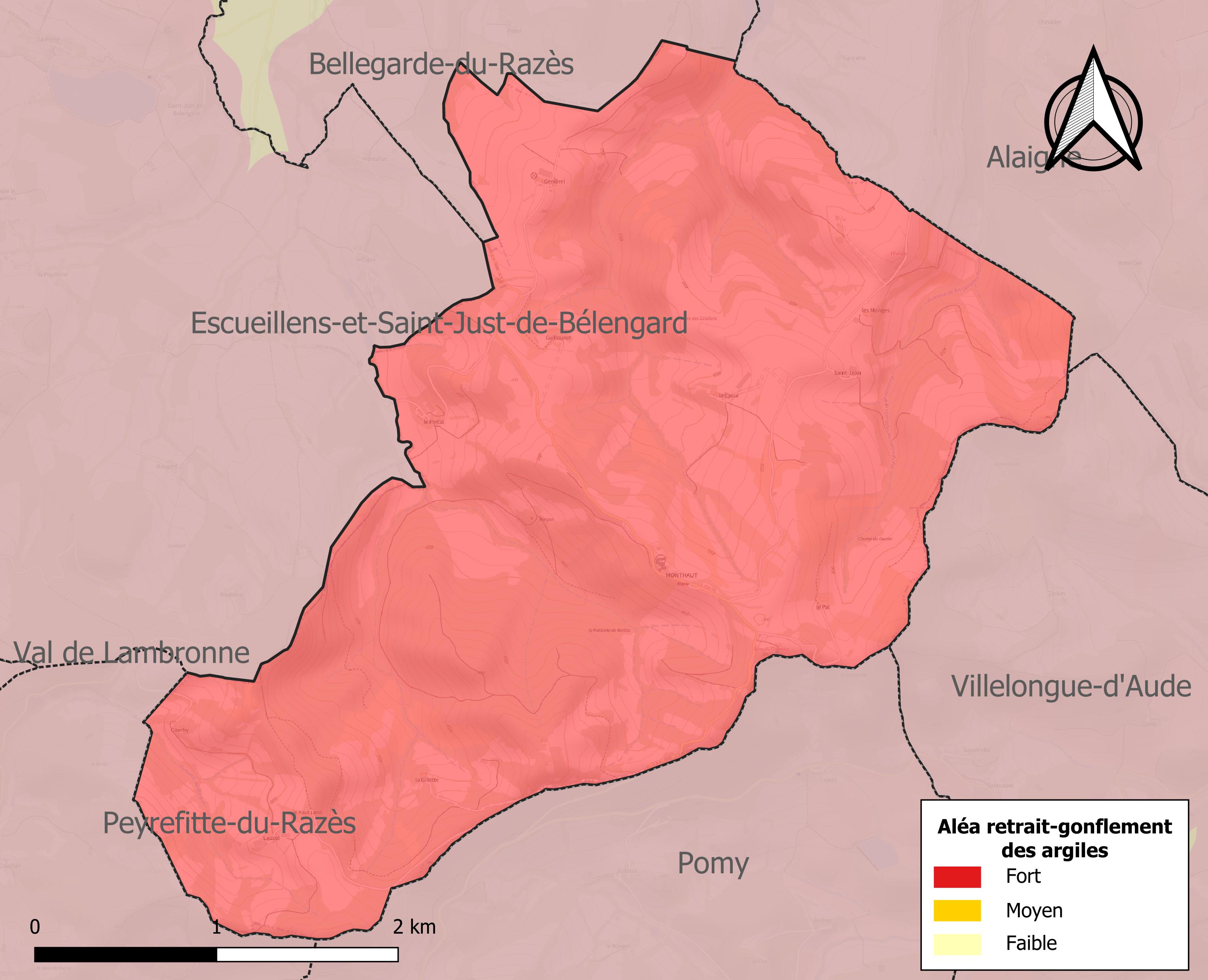
Carte des zones d'aléa retrait-gonflement des sols argileux de Monthaut.

Le retrait-gonflement des sols argileux est susceptible d'engendrer des dommages importants aux bâtiments en cas d’alternance de périodes de sécheresse et de pluie. La totalité de la commune est en aléa moyen ou fort (75,2 % au niveau départemental et 48,5 % au niveau national). Sur les 28 bâtiments dénombrés sur la commune en 2019, 28 sont en aléa moyen ou fort, soit 100 %, à comparer aux 94 % au niveau départemental et 54 % au niveau national. Une cartographie de l'exposition du territoire national au retrait gonflement des sols argileux est disponible sur le site du BRGM,.

## Histoire
Le 19 juin 1940, vers 17 heures, sur le territoire de la commune, s'écrase un Lioré-et-Olivier 45 du bataillon militaire 107, accident dans lequel périssent trois aviateurs, qui sont l'adjudant Lucien Coiffier (moniteur pilote), le sergent Roger Bertrand et le sergent-chef Raymond Chrétien (mitrailleur). Tous trois seront décorés à titre posthume de la médaille militaire.

## Politique et administration

### Liste des maires
| Période                                  | Période   | Identité     | Étiquette | Qualité |
| ---------------------------------------- | --------- | ------------ | --------- | ------- |
| mars 1977                                | mars 2008 | Odon Marty   |           |         |
| mars 2008                                | mars 2014 | Jean Roman   |           |         |
| mars 2014                                | mars 2026 | Claude Marty |           |         |
| Les données manquantes sont à compléter. |           |              |           |         |

## Démographie
L'évolution du nombre d'habitants est connue à travers les recensements de la population effectués dans la commune depuis 1793. Pour les communes de moins de 10 000 habitants, une enquête de recensement portant sur toute la population est réalisée tous les cinq ans, les populations de référence des années intermédiaires étant quant à elles estimées par interpolation ou extrapolation. Pour la commune, le premier recensement exhaustif entrant dans le cadre du nouveau dispositif a été réalisé en 2008.

En 2022, la commune comptait 37 habitants, en évolution de −5,13 % par rapport à 2016 (Aude : +2,65 %, France hors Mayotte : +2,11 %).
| 1793 | 1800 | 1806 | 1821 | 1831 | 1836 | 1841 | 1846 | 1851 |
| ---- | ---- | ---- | ---- | ---- | ---- | ---- | ---- | ---- |
| 189  | 175  | 174  | 178  | 186  | 173  | 199  | 185  | 189  |

| 1856 | 1861 | 1866 | 1872 | 1876 | 1881 | 1886 | 1891 | 1896 |
| ---- | ---- | ---- | ---- | ---- | ---- | ---- | ---- | ---- |
| 175  | 156  | 154  | 157  | 146  | 126  | 143  | 129  | 112  |

| 1901 | 1906 | 1911 | 1921 | 1926 | 1931 | 1936 | 1946 | 1954 |
| ---- | ---- | ---- | ---- | ---- | ---- | ---- | ---- | ---- |
| 105  | 110  | 117  | 87   | 76   | 85   | 90   | 92   | 56   |

| 1962 | 1968 | 1975 | 1982 | 1990 | 1999 | 2006 | 2008 | 2013 |
| ---- | ---- | ---- | ---- | ---- | ---- | ---- | ---- | ---- |
| 44   | 43   | 39   | 31   | 35   | 42   | 45   | 46   | 39   |

| 2018 | 2022 | - | - | - | - | - | - | - |
| ---- | ---- | - | - | - | - | - | - | - |
| 38   | 37   | - | - | - | - | - | - | - |

## Économie

### Emploi
| Division       | 2008   | 2013   | 2018   |
| -------------- | ------ | ------ | ------ |
| Commune        | 3,8 %  | 9,5 %  | 12,5 % |
| Département    | 10,2 % | 12,8 % | 12,6 % |
| France entière | 8,3 %  | 10 %   | 10 %   |

En 2018, la population âgée de 15 à 64 ans s'élève à 16 personnes, parmi lesquelles on compte 81,3 % d'actifs (68,8 % ayant un emploi et 12,5 % de chômeurs) et 18,8 % d'inactifs,. En  2018, le taux de chômage communal (au sens du recensement) des 15-64 ans est inférieur à celui du département, mais supérieur à celui de la France, alors qu'en 2008 il était inférieur à celui de la France.
La commune fait partie de la couronne de l'aire d'attraction de Limoux, du fait qu'au moins 15 % des actifs travaillent dans le pôle,. Elle compte 9 emplois en 2018, contre 16 en 2013 et 14 en 2008. Le nombre d'actifs ayant un emploi résidant dans la commune est de 12, soit un indicateur de concentration d'emploi de 74,2 % et un taux d'activité parmi les 15 ans ou plus de 41,2 %.
Sur ces 12 actifs de 15 ans ou plus ayant un emploi, 6 travaillent dans la commune, soit 50 % des habitants. Pour se rendre au travail, 50 % des habitants utilisent un véhicule personnel ou de fonction à quatre roues, 8,3 % les transports en commun, 8,3 % s'y rendent en deux-roues, à vélo ou à pied et 33,3 % n'ont pas besoin de transport (travail au domicile).

### Activités hors agriculture
Deux établissements seulement relevant d’une activité hors champ de l’agriculture sont implantés  à Monthaut au 31 décembre 2019.

### Agriculture
|               | 1988 | 2000 | 2010 | 2020 |
| ------------- | ---- | ---- | ---- | ---- |
| Exploitations | 10   | 8    | 9    | 5    |
| SAU (ha)      | 492  | 600  | 478  | 313  |

La commune est dans le Razès, une petite région agricole occupant l'ouest du département de l'Aude, également dénommée localement « Volvestre et Razès ». En 2020, l'orientation technico-économique de l'agriculture  sur la commune est la polyculture et/ou le polyélevage. Cinq exploitations agricoles ayant leur siège dans la commune sont dénombrées lors du recensement agricole de 2020 (dix en 1988). La superficie agricole utilisée est de 313 ha,,.

## Culture locale et patrimoine

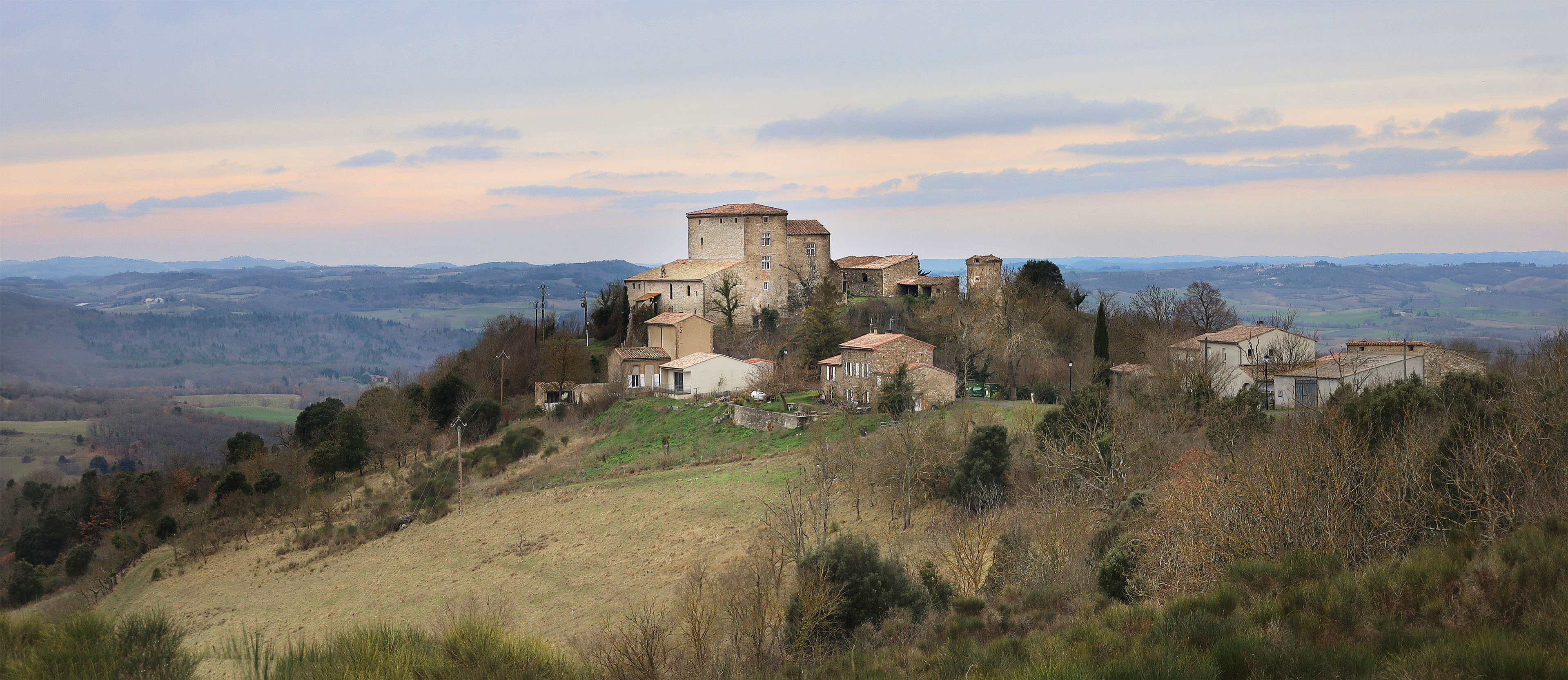
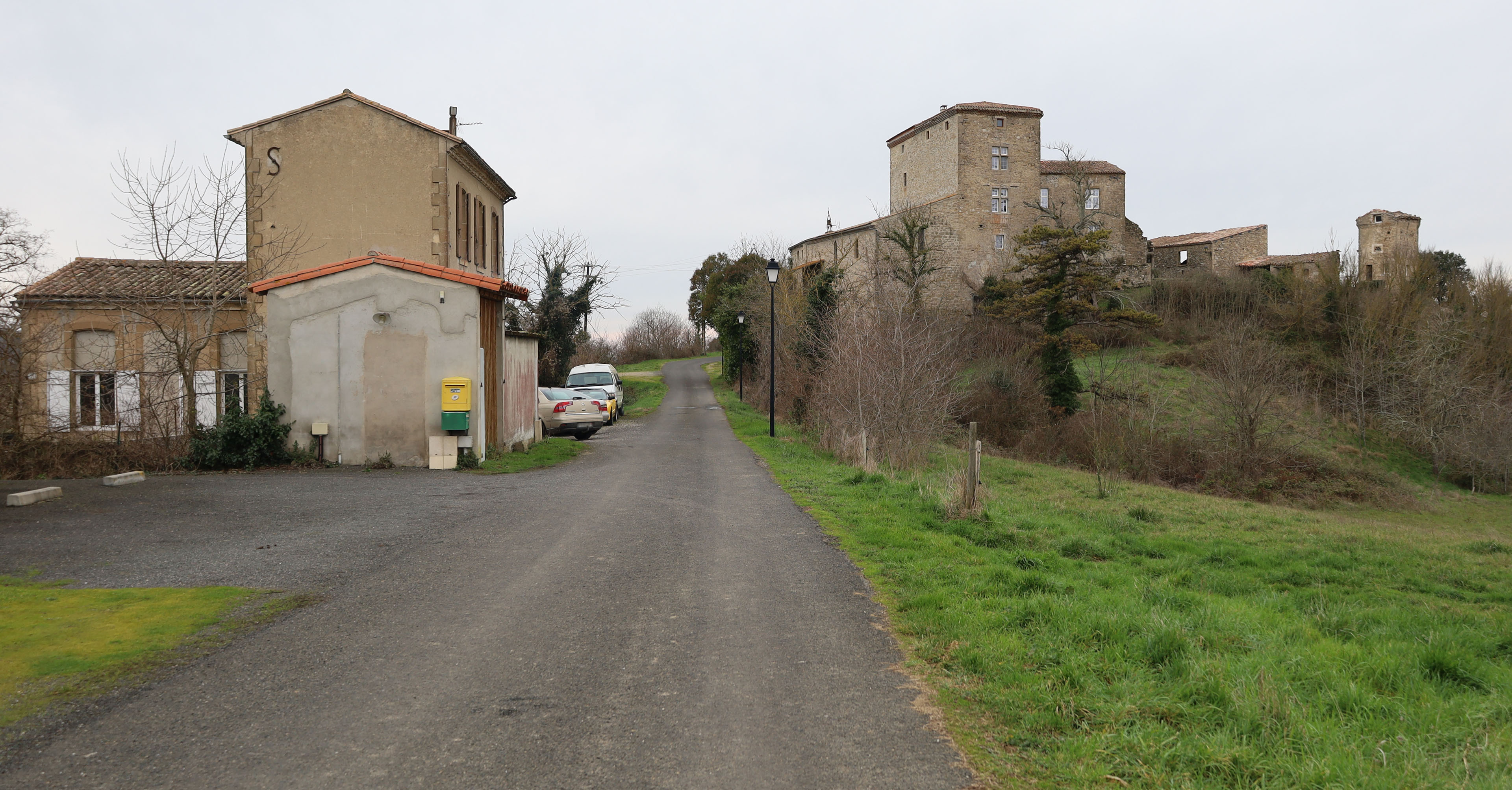
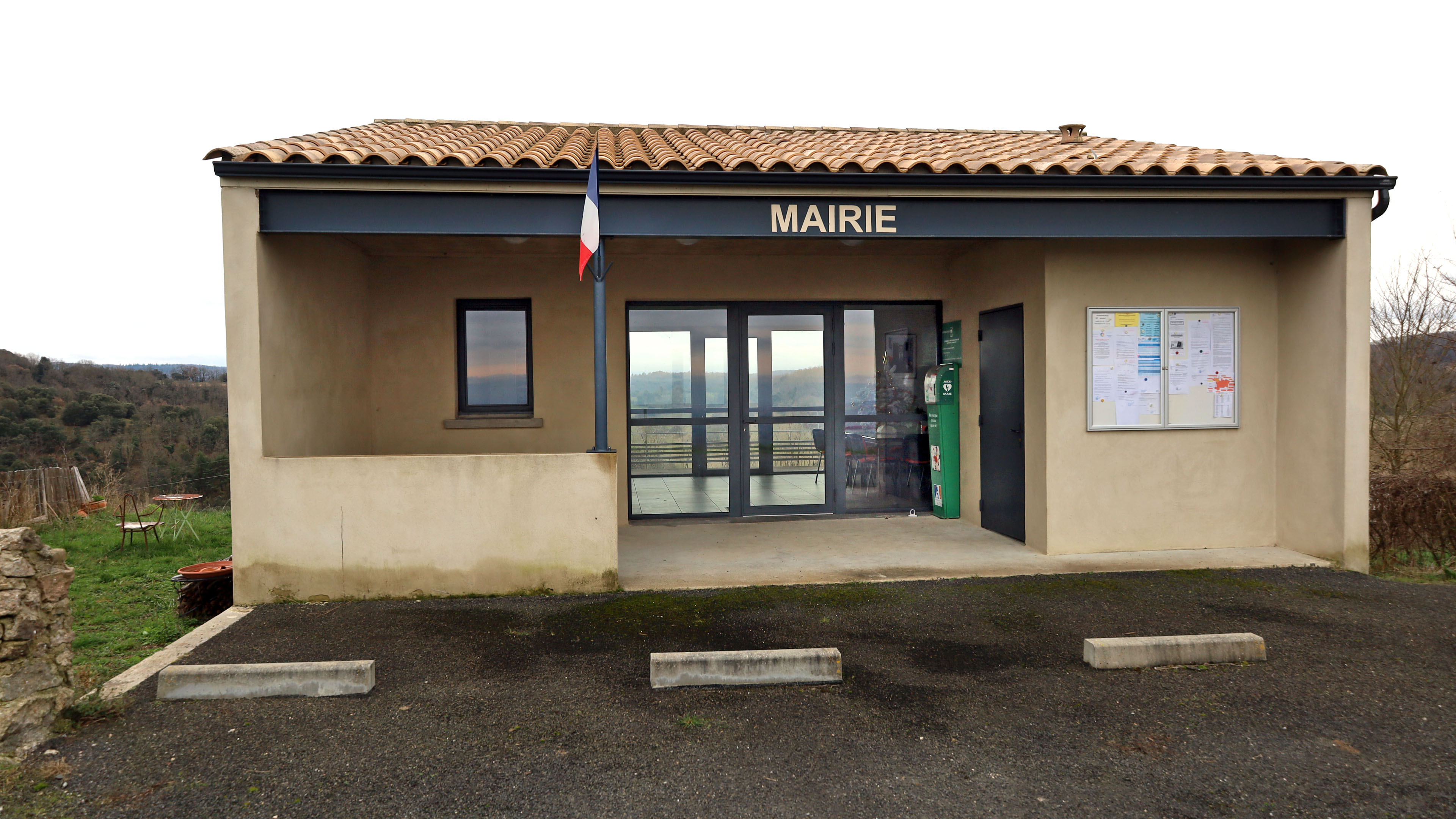

### Lieux et monuments
Sont à voir sur le territoire de la commune :
- l'église, placée sous le vocable de saint André ;

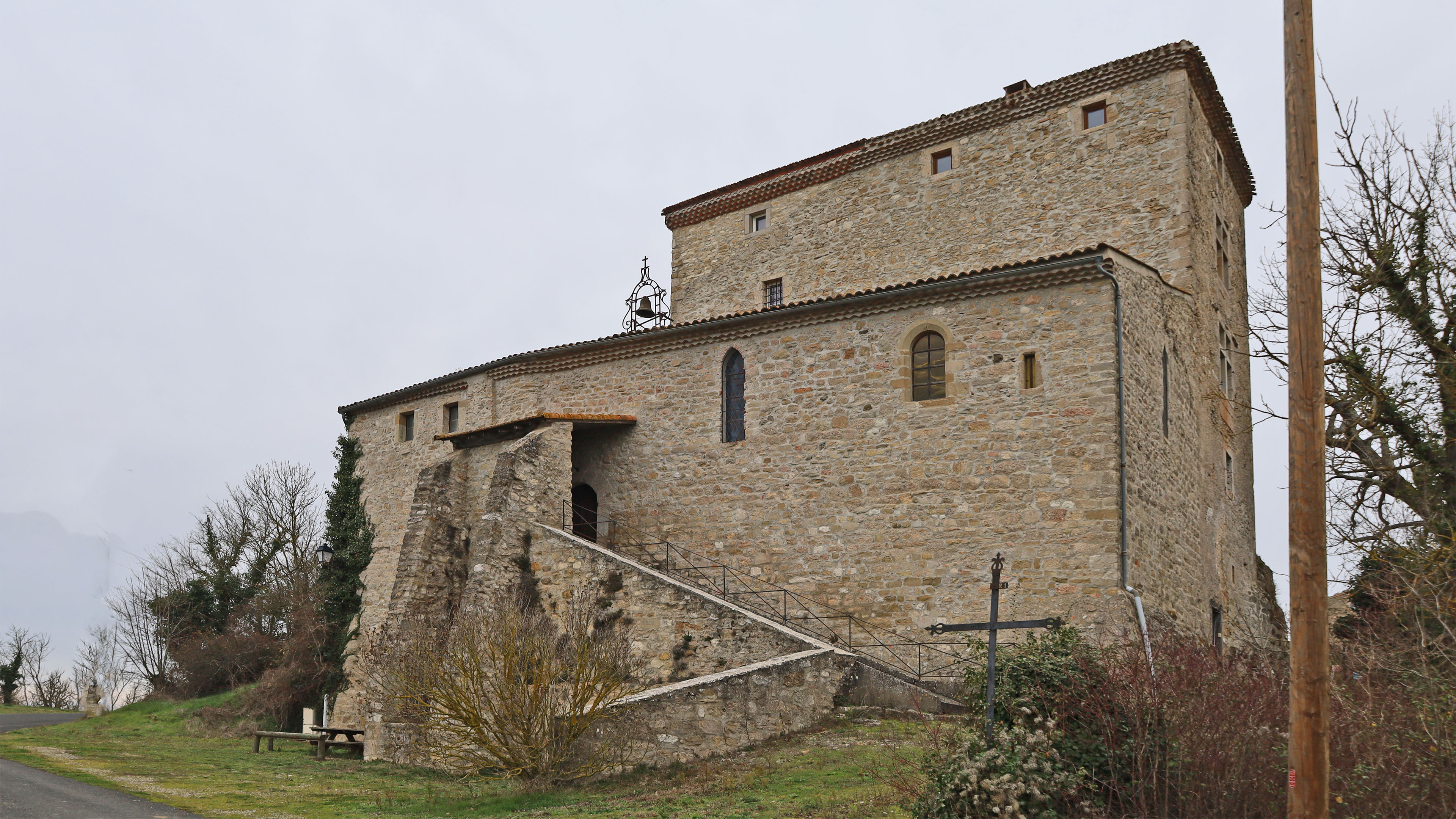
L'église accolée au château.

- au lieu-dit Les Monges, au bord de la route, la stèle commémorative du crash du Lioré-et-Olivier 45 du bataillon militaire 107, le 19 juin 1940 (vers 17 heures), dans lequel périrent trois aviateurs, l'adjudant Lucien Coiffier (moniteur pilote), le sergent Roger Bertrand et le sergent-chef Raymond Chrétien (mitrailleur)[29].

### Héraldique
| Blason de Monthaut | Blason  | D'argent à un pal componé d'azur et d'or.        |
| Blason de Monthaut | Détails | Le statut officiel du blason reste à déterminer. |